# تيد كيتشيل
تيد كيتشيل (بالإنجليزية: Ted Kitchel)‏ مواليد 2 نوفمبر 1959 في إنديانا، هو لاعب كرة سلة أمريكي سابق وحمل الرقم 30. يبلغ طوله 6 قدم 8 بوصة (2.0 م). لعب لمنتخب بلاده.

## الميداليات
| الميدالية | المسابقة                         |
| --------- | -------------------------------- |
| فضية      | بطولة كأس العالم لكرة السلة 1982 |

## روابط خارجية
- تيد كيتشيل على موقع الاتحاد الدولي لكرة السلة (الإنجليزية)
- تيد كيتشيل على موقع سبورتس رفرنس (الإنجليزية)
- تيد كيتشيل على موقع كلية كرة السلة في سبورتس رفرنس.كوم (الإنجليزية)
- تيد كيتشيل على موقع ريلجم (الإنجليزية)